# Kompromis iz 1850.
Kompromis iz 1850. (poznat i kao Pearce Act) serija je zakonskih mjera u svezi ropstva te granica teritorija zadobivenih tijekom meksičko-američkog rata (1846. – 48). Tih pet zakona balansira interes robovlasničkih država na Jugu te nerobovlasničkih, Kalifornija je primljena u Uniju kao nerobovlasnička, Teksas je dobio kompenzaciju za svoje pretenzije na područja zapadno od Rio Grande,  -  Teritorij Novi Meksiko (uključivši i današnju Arizonu te Utah) je organiziran bez izričite zabrane robovlasništva, trgovina robovima (ali ne i robovlasništvo) je zabranjeno u gradu Washingtonu, a postrožen je Zakon o odbjeglim robovima iz 1850. koji je zahtijevao od svih državljana pomoć u vraćanju odbjeglih robova.
Mjere, koje su posložili Stephen Douglas, uz pomoć senatora Henryja Claya, čuvenog kao "veliki kopromiser" te Daniela Webstera, jednog od najpoznatijih govornika, pod utjecajem Millarda Fillmorea. Administracija (te oporba Taylor), je smanjila tenzije te odložila secesijsku krizu i Građanski rat. Ipak, odbacivanjem Wilmot Provisoa, koji je branio ropstvo na Federalnim teritorijama (United States territory), u korist načela "Popular Sovereignty" za Novi Meksiko i Utah, bio je odstupanje od načela Missouri Compromise iz 1820. Političko primirje koje je postigao Kompromis iz 1850. trajao je 4 godine, do donošenja Kansas-Nebraska Act.

## Pitanja

### Teksas
Glavni pokretač Kompromisa iz 1850. bila je rasprava o zapadnoj granici Teksasa.  Republika Teksas, otcjepljena od Meksika, primljena je u Uniju. Štoviše, Novi Meksiko je zatražio status Teritorija s glavnim gradom u Santa Feu, ali je Teksas zaprijetio kako će vonom snagom potvrditi svoju vlast na tom teritoriju. Predsjednik U.S. Taylor je bio spreman, također vojnom snagom spriječiti Državu Teksas da zauzme teritorij Novi Meksiko. Prijeteći sukob doveo je do kompromisa, jednog od najvažnijeg po pitanju odnosa robovlasničkih i nerobovlasničkih država.

### Kalifornija
Drugo važno pitanje bio je status Kalifornije. Naseljenici, koji su pohrlili u Kaliforniju nakon otkrića zlata 1848. donijeli su Ustav koji je branio ropstvo 13. listopada 1849., te zatražili prihvat u Uniju kao nerobovlasnička država. Prihvat Kalifornije bi poremetio balans među robovlasničkim i nerobovlasničkim državama u Senatu. Pitanje je bilo – prihvaćanje Kalifornije kao nerobovlasničke države ili njezina podjela na dvije države od kojih bi sjeverna bila nerobovlasnička a južna robovlasnička. (Kasnije je bilo jasno kako podjela nije moguća jer je južni dio Kalifornije nepodoban za uzgoj usjeva podobnih za plantažno uzgajanje poput onih na Jugu).

### Teritorij zadobiven ratom s Meksicom
Nadalje nije formirana niti jedna Vlada na teritoriju zadobivenom ratom protiv Meksika, to je teritorij današnjih država Nevada, Utah, dijelovi Wyominga, Coloradoa, Arizona, te Novi Meksiko. Status robovlasništva trebao je biti određen temeljem primjene teorije "narodne suverenosti" što bi značilo kako će stanovnici teritorija glasovati po tom pitanju.

### Trgovina robovima i Zakon o odbjeglim robovima
Bila su to dva pitanja koja nisu u izravnoj svezi s ratom protiv Meksika – trgovina robovima u Washingtonu, te donošenje novog Zakona o odbjeglim robovima Fugitive slave law.

## Clay i Douglas sačinjavaju tekst kompromisa
Kongres je započeo zasjedanje 3. prosinca 1849. godine. 29. siječnja 1850., 72-dvo godišnji senator iz Whigovske stranke Henry Clay je u svom govoru pozvao na kompromis oko pitanja koje dijele Uniju. Njegov prijedlog kompromisa, uključujući i granice Teksasa, nije prihvaćen, iako je Clay nakon svega ustvrdio kako je njegov utjecaj na kompromis bio odlučan. Zapravo je senator Stephen A. Douglas, demokrat iz Illinoisa, predvodio putom usvajanja kompromisa. Kompromis je ustanovljen po pitanjima granice Teksasa, stvaranja novih teritorijalnih vlada na načelu  "narodnog suvereniteta" (dakle bez Proviso) za Novi Meksiko i Utah, primitka Kalifornije kao nerobovlasničke države, zabrane prodaje robova u Washingtonu, i usvajanjem strožeg zakona o odbjeglim robovima.

### Gledišta Davisa i južnjačkih demokrata
Većina južnjačkih demokrata koje je predvodio Jefferson Davis, suprotstavilo se Douglasovom a osobito Clayovom kompromisu zbog primitka Kalifornije kao nerobovlasničke države, i poremećaja balansa Sjevera i Juga u Senatu, kao i radi granica Teksasa. Također, ustvrdili su kako je protuustavno zabraniti trgovinu robljem u Washingtonu.

### Gledišta Sewarda i sjevernjačkih Whigovaca
Većina sjevernjačkih Whigovaca, koje je predvodio William Henry Seward, koji se je u svom znamenitom govoru "Viši Zakon" tijekom spora, usprotivio Kompromisu jer bi bila onemogućena primjena Wilmot Proviso na zapadne teritorije, uzevši u obzir nove drakonske odredbe Zakona o odbjeglim robovima, koji bi privatne osobe prisilio na obveze prema lovcima na robove. Ove odredbe učinjenje su dijelom Zakona na prijedlog demokratskog senatora Virginije Jamesa M. Masona koja je pogranična sa Sjeverom, bila zainteresirana da spriječi bjegunce. 
Whigovski predsjednik Zachary Taylor pokušao je s primitkom i Kalifornije i Novog Meksika kao nerobovlasničkih država odmah, izbjegavajući pitanje Wilmot Proviso. Taylorovo stanovište bilo je iznimno nepopularno među Južnjacima.

## Pet zasebnih zakona
1. Primitak Kalifornije kao nerobovlasničke države.
2. Zabrana trgovine robovima (ne i ropstvo) u Washingtonu.
3. Na Teriroiju Novi Meksiko (uključiivši današnju Arizonu) te Utah primijenjeno je načelo"narodne suverenosti".
4. Zakon o odbjeglim robovima je obvezao sve građane Sjedinjenih Država na pomoć prigodom vraćanja odbjeglih robova.
5. Teksas je dobio dio zahtjevanog zemljišta na zapadu te za ostatak zahtjeva primio naknadu $10.000.000 kao otpis svog duga Meksiku.

### Utjecaj
Zakon od odbjeglim robovima iz 1850. obvezao je sve federalne šerife ili druge dužnosnike ili državne činovnike koji ne uhite odbjeglog roba na plaćanje globe od $1.000. Dužnosnici ili činovnici diljem Sjedinjenih Država sada su bili obvezni uhititi svakog osumnjičenika koji bi mogao biti odbjegli rob za što je bila dovoljna izjava o vlasništvu data pod prisegom. Osumnjičenik nije imao pravo na porotno suđenje niti pravo dati iskaz. Također, svaka osoba koja bi pomogla odbjeglom robu dajući mu hranu i smještaj riskirala bi šestomjesečni zatvor te globu od $1.000. Činovnici koji bi uhitili odbjeglog roba imali su pravo na nagradu.  
Općenito, Kompromis je omogućio stanku do donošenja Zakona o Kansasu-Nebraska iz 1854. koga je predložio Stephen Douglas, kojim su izmijenjene odredbe Missouri Compromise te izravno doveo do formiranja Republikanske stranke, čiji je dolazak na vlast 1860. dalje prouzročio krizu prije otcjepljenja 1860-1861. 
Po nekima, Kompromis je odložio rat za cijelo desetljeće, tijekom kojeg se Sjeverozapad razvio gospodarski a stanovništvo mu se uvećalo a jačale su veze sa Sjeveroistokom (ranije je Sjeverozapad zazirao od Istočnih novčarskih krugova, obzirom kako su naseljenici – sitni farmeri imali na istoku vjerovnike, (često trgovce koji su špekulacijama došli do ogromnih posjeda na tada Zapadu, koje bi nakon toga usitnjavali i prodavali farmerima) te su ranije vrlo često podržavali Jug u Kongresu. Zainteresirani su bili za inflatorna kretanja jer je Jug također, imao vjerovnike na Sjeveroistoku koji su otkupljivali pamuk te ga prodavali Velikoj Britaniji a farmeri sa sjeverozapada su htjeli inflacijom proći povoljnije prigodom vraćanja dugova). Po drugima pak, Kompromis je samo posljedica već očevidno postojećeg rascjepa, koji je morao voditi u sukob.  
Tijekom tog desetljeća Sjever se industrijalizirao a Jug je ostao na robovskom radu te proizvodnji radno zahtjevnog pamuka, bez naznaka razvoja industrije. Do 1860., Sjever je imao više položenih tračnica, proizvedenog željeza, tvornica, muškog stanovništva sposobnog za rat, rječju višu tehnološku razinu. Sve to omogućilo je Sjeveru da se bolje opskrbi i opremi brojniju vojsku, što će se pokazati ključnim kasnije tijekom rata. 
Reakcija na Wilmot Proviso i prihvaćanje (u pogledu Novi Meksiko i Utah) načela  "narodne suverenosti" značio je novost u uređivanju pitanja ropstva na Teritorijima, što je podrivalo Missouri Compromise iz 1820. 
Primjena Zakona o odbjeglim robovima izazvala je gorčinu na Sjeveru, što je pomoglo dolasku rata i učinilo ukidanje ropstva, pored očuvanja Unije, njegovim glavnim ciljem.  Primjena Zakona je inspirirala Harriet Beecher Stowe za njezinu čuvenu uspješnicu Čiča Tomina koliba.